# Тана-Су
Тана́-Сув, Тана́-Су (крим. Tana Suv, «теляча вода», Тона́с, Танасу́) — річка в Україні, права притока Біюк-Карасу.

## Загальні відомості
Річка відноситься до басейну Азовського моря. Довжина 28 км. Площа водозбірного басейну 184 км². Похил 15,0 м/км. Долина V-подібна, нижче за течією ящикоподібна, завширшки 0,5—0,7 км. Заплава переривчаста, шириною до 50 м. Річище звивисте, порожисте, шириною 2—3 до 10—20 м. Влітку часто пересихає, бувають літні дощові паводки. У верхів'ї утворює кілька каскадів водоспадів заввишки 6—15 м. Використовується на побутові потреби, зрошування.

## Витоки
Бере початок східних схилах Карабі-яйли і тече в північному напрямку по території Білогірського району Криму. За 1,5 км південніше с. Красноселівка (Нео-Хори, Ени-Сала) річка протікає в ущелині за назвою Чортові ворота (Шайтан-Капу, Демир-Капу). Ця тіснина, утворена чотирма скелями-вежами заввишки до 50 м, розташованими попарно на лівому і правому бортах ущелини, оголошена ландшафтною пам'яткою природи. Впадає до річки Біюк-Карасу.

## Притоки
Вакуфа-Бакча — права.

## Населені пункти
Розташовані над річкою села, селища, міста, від витоків до гирла: Красноселівка, Голованівка, Криничне, Білогірськ.

## Історія
На високому вододілі між Тана-Сув і Буюк-Карасу спеціально для Катерини II був вибудуваний шляховий палац, у якому вона зупинялася під час подорожі Кримом. Поруч із чудовим палацом заклали парк, прикрасивши його фонтанами. Тепер у перебудованому єкатерининському палаці перебуває міська лікарня.
У верхів'ях Танасу між вершинами Шуври (зі сходу) і Хриколь (із заходу) є гірський прохід Каллістон, що в перекладі з грецької означає «найпрекрасніший». Через перевал Каллістон проходила одна з в'ючних доріг, що зв'язувала Карасубазар із селищем Скути (нині Привітне) на Південному березі Криму.
Станом на серпень 2024 року, річка Тана-Су в районі міста Білогірська через тривалу посуху і аномальну спеку практично пересохла.